# Calle 50 (Ciudad de Panamá)
La Calle 50 es una de las vías más importantes de la ciudad de Panamá, oficialmente llamada avenida Nicanor de Obarrio. Atraviesa al corregimiento de Bella Vista y el de San Francisco, en ella se encuentra la famosa área bancaria de Panamá. La Calle 50 es la vía más valorizada en lo que respecta a alquiler de oficinas.  Cuenta con 4 carriles en un solo sentido, hacia las afueras de la ciudad.

## Historia
En la década de los años 30s y 40s cuando aún esta parte de la ciudad era la periferia se realizaron muchas residencias Hispanicistas y Modernistas de la burguesía criolla como los Heurtematte, Toledano, Fidanque, Obarrio, etc. También fue el punto de encuentro donde se realizaban las marchas de los civilistas contra la dictadura militar a finales de los 80s. Posteriormente con el auge del Centro Bancario, en ella se han ido apostándose las más importantes sedes bancarias.

### Calles y avenidas
- Avenida Balboa
- Avenida Central
- Cinta Costera
- Corredor Norte
- Corredor Sur
- Vía España
- Vía Ricardo J. Alfaro

### Localidades
- Panamá

### Edificios
- Rascacielos de la ciudad de Panamá